# أنتوني هوفمان
أنتوني هوفمان (بالإنجليزية: Anthony Hoffman)‏ هو سياسي أمريكي، ولد في 12 أغسطس 1739، وتوفي في 1790. انتخب عضو جمعية ولاية نيويورك وانتخب عضو مجلس ولاية نيويورك.